# Ana Patricia González
Ana Patricia González (n. 26 iulie 1987, Navojoa, Sonora, Mexic) este o regină a frumuseții mexicane care a câștigat al patrulea sezon al concursului de frumusețe / reality show-ului de televiziune Nuestra Belleza Latina la 23 mai 2010.
Ana Patricia González a participat la concursul de frumusete reprezentînd Mexicul. Cunoscută sub numele de Ana Patricia Gamez înainte de căsătorie, la cei optsprezece ani a reprezentat statul de Sonora, în ediția din 2005 a acestui eveniment.
Câțiva ani mai târziu, González a cîștigat concursul de frumusețe (Nuestra Belleza Latina 2010) în Los Angeles, și a fost selectată pentru a participa la acest reality-show. După săptămâni de competiție și eliminări, a câștigat marele premiu de 250.000 dolari USD, un contract cu titlu Univision și Nuestra Latina Belleza 2010, fiind a doua femeie mexicană care a obținut  titlul, după Alejandra Espinoza în 2007. Ea a avut un pictorial în revista People en Español, fiind printre cei mai frumoși 50 de mexicani din anul 2010.

## În prezent
Ana Patricia în prezent funcționează ca un corespondent de divertisment pentru „Despierta America” de la Univision. Ea de asemenea face  parte din Univision On Demand și este reprezentată de către Model Management MC2 în Miami, Florida.

## Viața personală
Trăiește cu superstarul fotbalistic David Villa cu care este căsătorită. Are două fete cu numele Olaya și Zaida.